# Steps (groupe)
Steps est un groupe de dance-pop britannique composé de Claire Richards (en), Lee Latchford-Evans (en), Lisa Scott-Lee (en) (sœur du chanteur Andy Scott-Lee), Faye Tozer (en) et Ian "H" Watkins (en), formé en 1997 par Tim Byrne, Barry Upton (en) et Steve Crosby. Le groupe a sorti six albums studio, sept albums de compilation et vingt-deux singles. Le concept marketing autour du groupe était simple ; chacun de leurs clips devait être chorégraphié, et les pas de danse étaient inclus dans la pochette de leurs singles. 
Parmi tous les singles sortis entre 1997 et 2001, deux ont été numéro un, deux albums furent également numéro un, 14 singles consécutifs dans le top 5, et tout cela au Royaume-Uni. Le groupe a vendu plus de 20 millions de disques dans le monde en plus d'avoir obtenu une nomination aux BRIT Awards en 1999 pour le meilleur nouveau venu. Néanmoins le groupe n'a jamais conquis le marché français. Au départ de Ian "H" et Claire, le groupe s'est dissous. Leur avant-dernier single atteint le numéro cinq dans les charts britanniques tandis que leur dernier album, une compilation de leur plus grands succès, Gold (2001), est le deuxième album numéro un du groupe au Royaume-Uni. 
Steps s'est réformé en mai 2011 pour une série documentaire en quatre parties sur Sky Living intitulée Steps: Reunion . Le documentaire a été diffusé en septembre, après l'annonce d'un deuxième Best Of, The Ultimate Collection, sorti en octobre 2011. L'album est entré dans les charts en première place, devenant le troisième album numéro 1 du groupe au Royaume-Uni. Une suite du documentaire a été réalisée, intitulée Steps: On the Road Again et a été diffusée sur Sky Living en avril 2012. Le fil conducteur de cette série était la re-formation du groupe pour 22 dates au Royaume-Uni, les 22 dates étant complètes. Le 24 septembre 2012, le groupe a confirmé qu'il sortirait son quatrième album studio Light Up The World en novembre 2012, avec une tournée de 6 dates pour les fêtes de fin d'année. Le groupe s'est reformé une fois de plus en janvier 2017 pour célébrer leur 20 ans de carrière, et a ensuite annoncé leur cinquième album studio Tears on the Dancefloor, sorti en avril 2017.                                                               

## Discographie
- Step One (1998)
- Steptacular (1999)
- Buzz (2000)
- Light Up The World (2012)
- Tears On The Dancefloor (2017)
- What the Future Holds (2020)
- What the Future Holds part.2(2021) [1]